# Rossi (sobrenome)

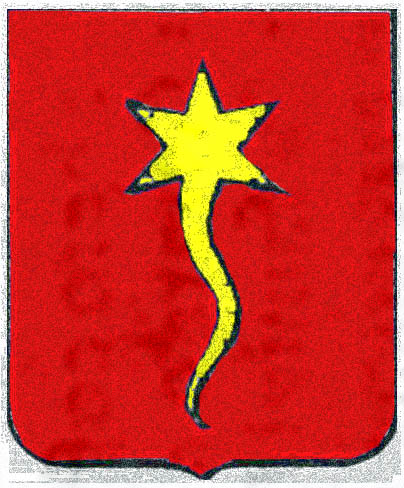
Brasão Rossi da Sicília, descrito por Gravina.

Rossi é sobrenome de grande difusão internacional, de antiga origem italiana, grafado originalmente Rosso, do qual Rossi é plural. A palavra rosso tem uso comum, em italiano significa "vermelho", e como sobrenome surgiu de forma independente em várias regiões. É encontrado em muitas variantes, entre elas Roscii, Russo, de Rossi, ou na latina Rubeus (plural Rubeis). Em tempos antigos muitos ramos foram enobrecidos, alguns dos quais adquiriram grande importância, como o da Sicília e o de Parma, possuindo numerosos títulos, feudos e outras propriedades e influindo decisivamente no curso dos acontecimentos históricos. Muitos plebeus também levam o sobrenome, um dos mais comuns na Itália, e muitos membros se destacaram em variadas áreas, da ciência à arte, da política à religião.

## Origens
A origem dos muitos grupos é frequentemente incerta. Na Renascença, quando os principais Rossi já eram muito poderosos, alegava-se que teriam nascido na Grécia Antiga, atribuindo-lhes uma tradição imemorial que lhes dava uma origem mítica, pondo entre seus ancestrais Sísifo, Éolo, o deus Oceano e outras deidades. Roscio, suposto filho de Sísifo, teria passado à Itália e se tornado senhor da Umbria, fundando muitas cidades, entre as quais Rosciolano, a imaginária terra ancestral dos Rossi italianos. Segundo Carrari, escritores romanos como Tito Lívio, Catulo, Políbio e Cícero teriam citado pessoas ilustres de sobrenome Roscio, entre elas Lucio, tribuno da plebe, e outros da classe equestre, e também apresenta algumas epígrafes como prova, mas hoje sabe-se que muitas das ditas provas epigráficas para legitimação das pretensões de antiguidade das famílias nobres foram forjadas. Outro autor antigo, Campanile, diz mais ou menos o mesmo que Carrari, aceitando a origem romana, mas alegando que depois se haviam fixado em Parma, considerada então sua terra ancestral. Estariam lá como condes desde o tempo do sacro imperador Oto I, que reinou entre 936 e 973, depois se tornando podestà (delegados imperiais) em muitas cidades da Lombardia.

## Sicília

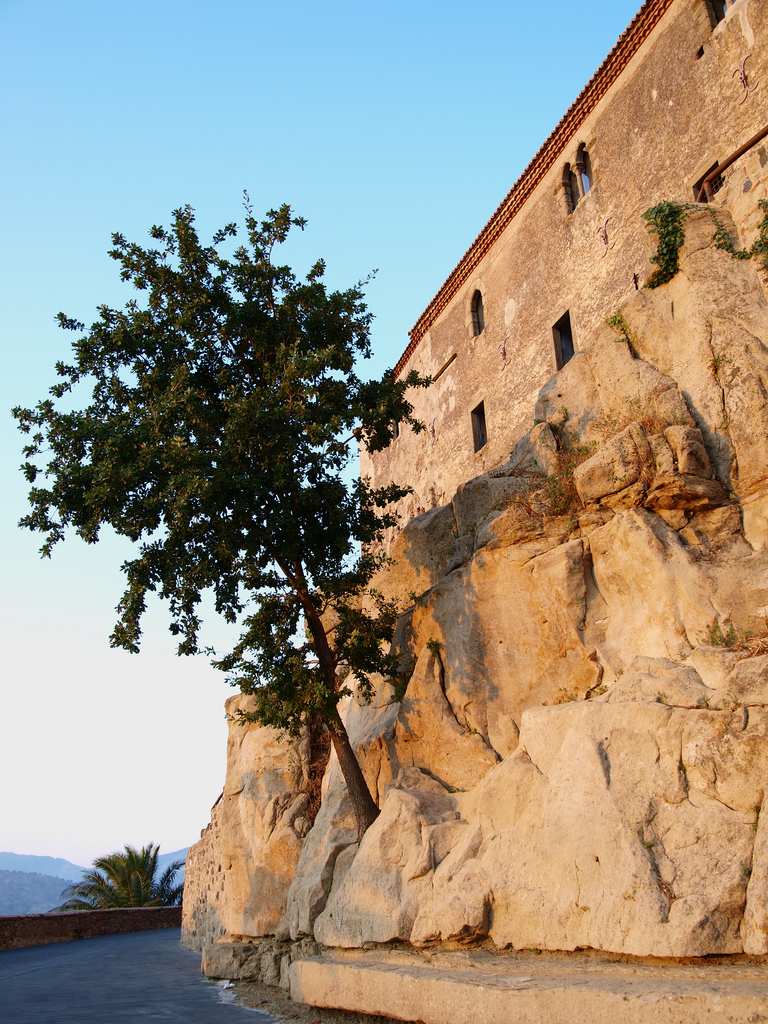
O Castelo de Castiglione di Sicilia, uma das sedes de Enrico III.

O ramo siciliano adquiriu muitos títulos e feudos, e exerceu um papel destacado na região no século XIV. A pesquisa recente indica que os Rossi sicilianos descendem de Rabel Tancredi I, no século XI senhor de Cotentin, na Normandia, e fundador da Casa Real siciliana de Altavila. Dele nasceriam vários ramos de grande nobreza, entre eles a família Avarna, que possuiu muitos títulos e feudos, e os Rossi, derivados de Ugone d'Altavilla, parente consanguíneo de Rugiero II da Sicília, e cognominado il Rosso (o Vermelho), apelido que adotou e transmitiu à descendência.
Foram notáveis, entre outros, Cataldo, embaixador no reino de Aragão, e grande camerlengo do reino; Rosso Rossi, conde de Aidone e Sclafani, grande almirante e grande ministro do reino, segundo Gravina chamado Pai da Pátria por ter salvo quatro reis da Sicília da anarquia feudal, não obstante ter perdido a maior parte de seus bens na revolta de seus cunhados Chiaramonti; Nicolò, senhor de nove feudos, capitão de justiça e governador perpétuo de Naro, progenitor dos Rossi desta cidade, da qual derivam os barões Settefarini e condes de San Secondo; Damiano, barão em cinco feudos, alferes-mor hereditário do reino, título transmitido aos herdeiros de Guglielmo Rosso, hoje principes de Cerami. Outro notável foi Enrico, conde e barão em vinte feudos, passou sua vida em constante conflito com outros nobres, em geral apoiando o Reino.
Segundo o Centro di Studi Filologici e Linguistici Siciliani, "o ramo siciliano dos Rosso, partido de Enrico, um dos dois filhos do citado Ugone, manteve constantemente um papel de primeiro plano nos acontecimentos políticos da cidade de Messina e da ilha (da Sicília), distinguindo-se pela fidelidade à dinastia aragonesa tanto como pela hostilidade à dinastia angevina". Em seu apogeu o ramo siciliano chegou a ter um principado, doze condados e 55 outros feudos. Gravina a chama de "nobilíssima, antiga e histórica família, encontrada ilustre em vários pontos da Itália", e descreve suas armas: "Sobre vermelho, um cometa de ouro com cauda ondulante em pala. Coroa de príncipe. Moto: Serenat ".

## Parma

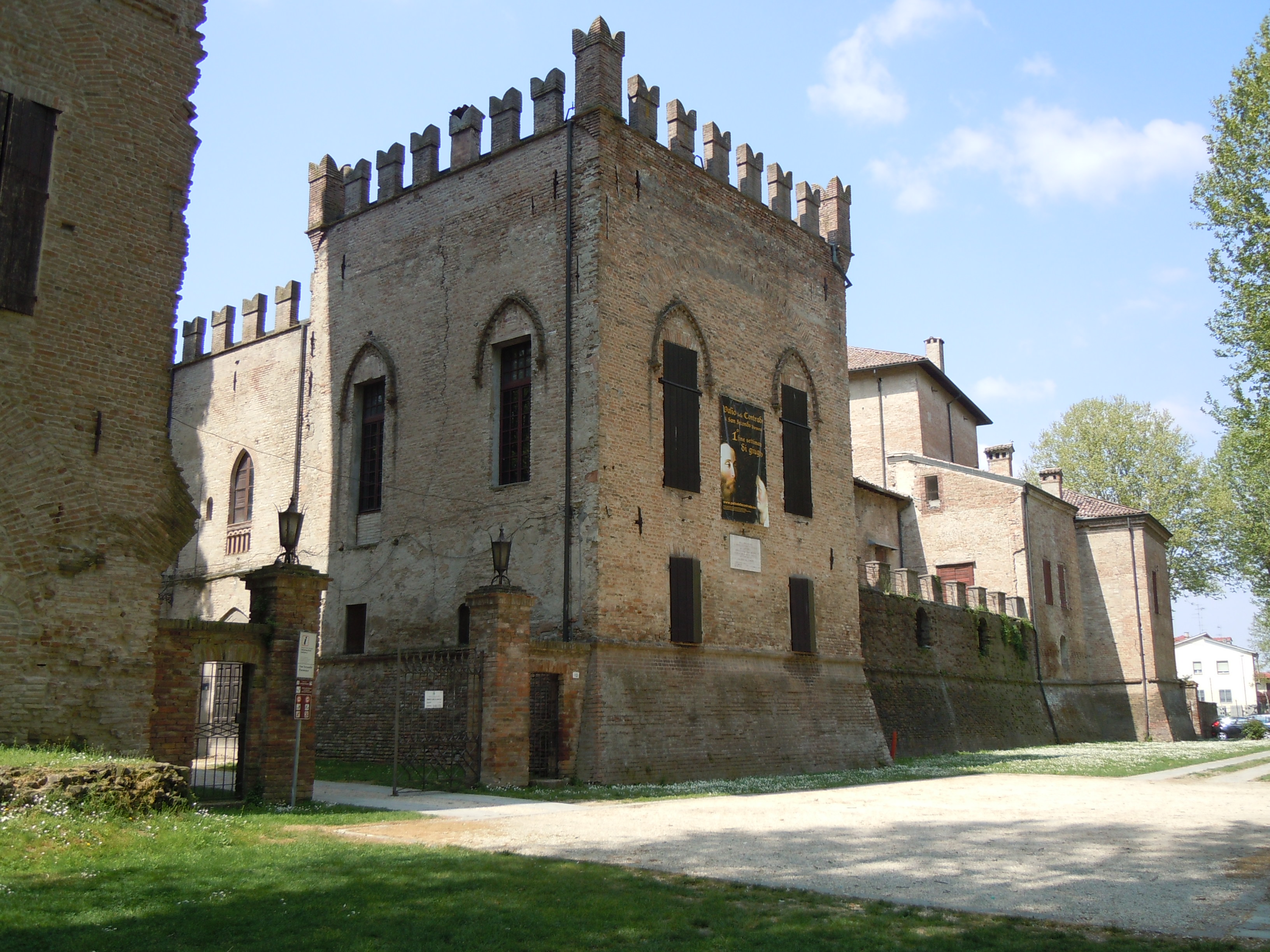
O Castelo de San Secondo, uma das sedes do ramo parmesão.

Em Parma alcançaram um destaque semelhante, mas apesar do que disse Campanile sobre suas origens, há divergências. Neste local provavelmente descendiam de vassalos do Capítulo da Catedral de Parma. O progenitor deste grupo é Orlando, também cognominado il Rosso, atestado atestado em Parma em 1147. Foi um condottiero de Frederico Barba Ruiva, que o nomeou em 1162 vigário imperial para toda a Itália, foi duas vezes podestà de Parma e faleceu em Milão depois de 1167. Uma tradição alega que passaram a ser notados quando os descendentes de Orlando em 1164 adquiriram parte do feudo de San Secondo (nos arredores de Parma), que se tornou a raiz dos parmesãos. Em 1245 Bernardo di Rolando Rossi se envolveu em uma trama contra o imperador Frederico II, e a família foi obrigada a deixar a cidade. Logo retornaram, mas ao longo de séculos o cenário local seria agitato por constantes oscilações de poder entre facções que buscavam o controle da cidade e colocavam seus potentados para em pouco tempo serem derrubados e substituídos. Em 1324, Ugolino, com apenas 23 anos de idade, foi consagrado bispo de Parma, e proveu as seus parentes meios de enriquecimento, muito porque naquele período a maior parte das comunas de Parma estava em posse da Igreja, como Berceto, Bardone, Corniglio, Bosco, Roccaprebalza, Roccaferrara, Corniana e Castrignano, que um século depois estariam todas transformadas em feudos dos Rossi.

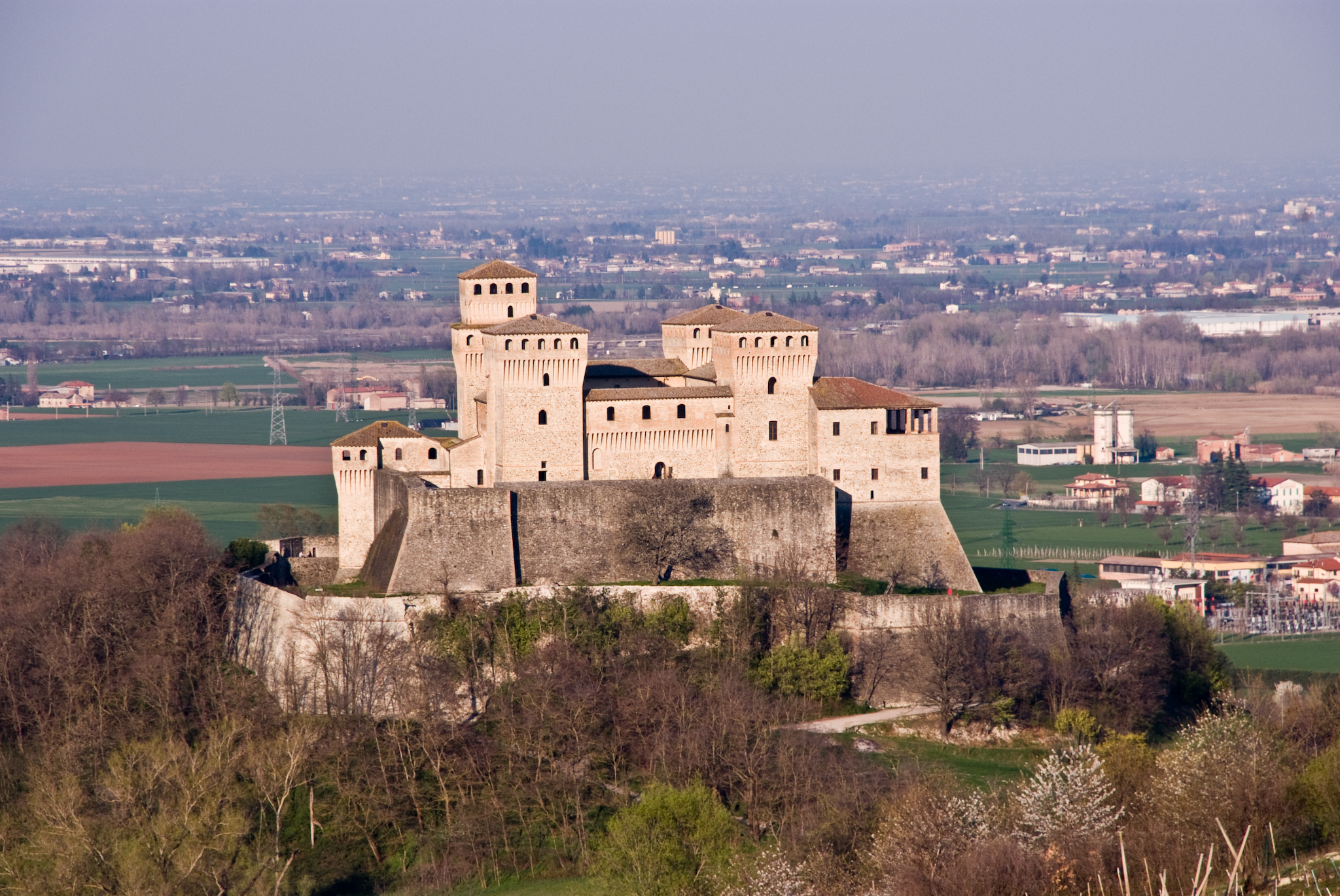
Castelo de Torrechiara, construído por Pietro Maria II.

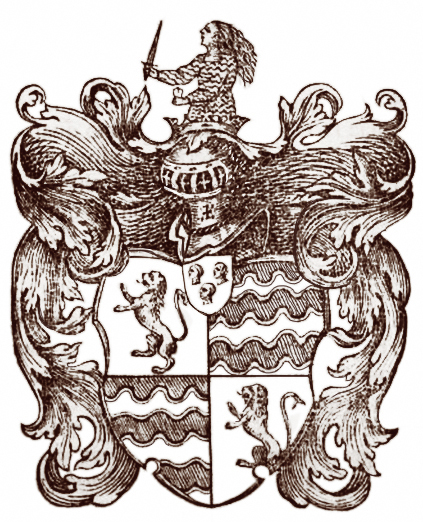
Brasão Rossi de Parma, descrito por Campanile.

Este ramo, protegido pelos duques de Milão, estabeleceu vasta rede de relações e apoios importantes na alta nobreza e no clero, estruturou sua Casa e empregou a parentela com eficiência empresarial, e mostrava grande ambição, mas suas pretensões deram origem a uma série de disputas com outras famílias locais, fazendo poderosos inimigos entre os Pallavicini, os Fieschi e os Terzi, e às vezes gerando descontentamento popular por abusos e violências, mas noutras ocasiões sendo louvados como protetores do povo e mecenas da arte, construindo uma trajetória cheia de grandes contrastes. Foram podestà em Milão, Parma, Genova, Cremona, Modena e várias outras cidades. Campanile descreve os símbolos do ramo, em passagem de interesse:
"Foram estes Senhores dedicados na guerra para a preservação do Estado, onde por símbolos da sua família alcançaram ondas azuis, e vermelhas, porque com as ondas se quer significar os trabalhos, e os sacrifícios, e com a cor azul, a água, e a vermelha, o fogo, símbolos das maiores dificuldades que se pode sofrer no caminho da aquisição da virtude, como diz o profeta: Transibimus per aquam et ignem ut educat nos Deus in refrigerium, e também ondas para significar as tempestades, e as perturbações da guerra, e o azul e vermelho para assinalar o derramamento de sangue, que muitas vezes corre mesclado à água dos rios, e com as ondas do mar. [...] E tantas guerras civis e públicas fizeram esta gente que a Itália deve boa parte de sua História a ela. Usaram também os guerreiros desta família, para mostrar a pleno sua força, portar a insígnia do leão branco em campo azul, o qual enquartelaram com as ondas, como ainda hoje usam".

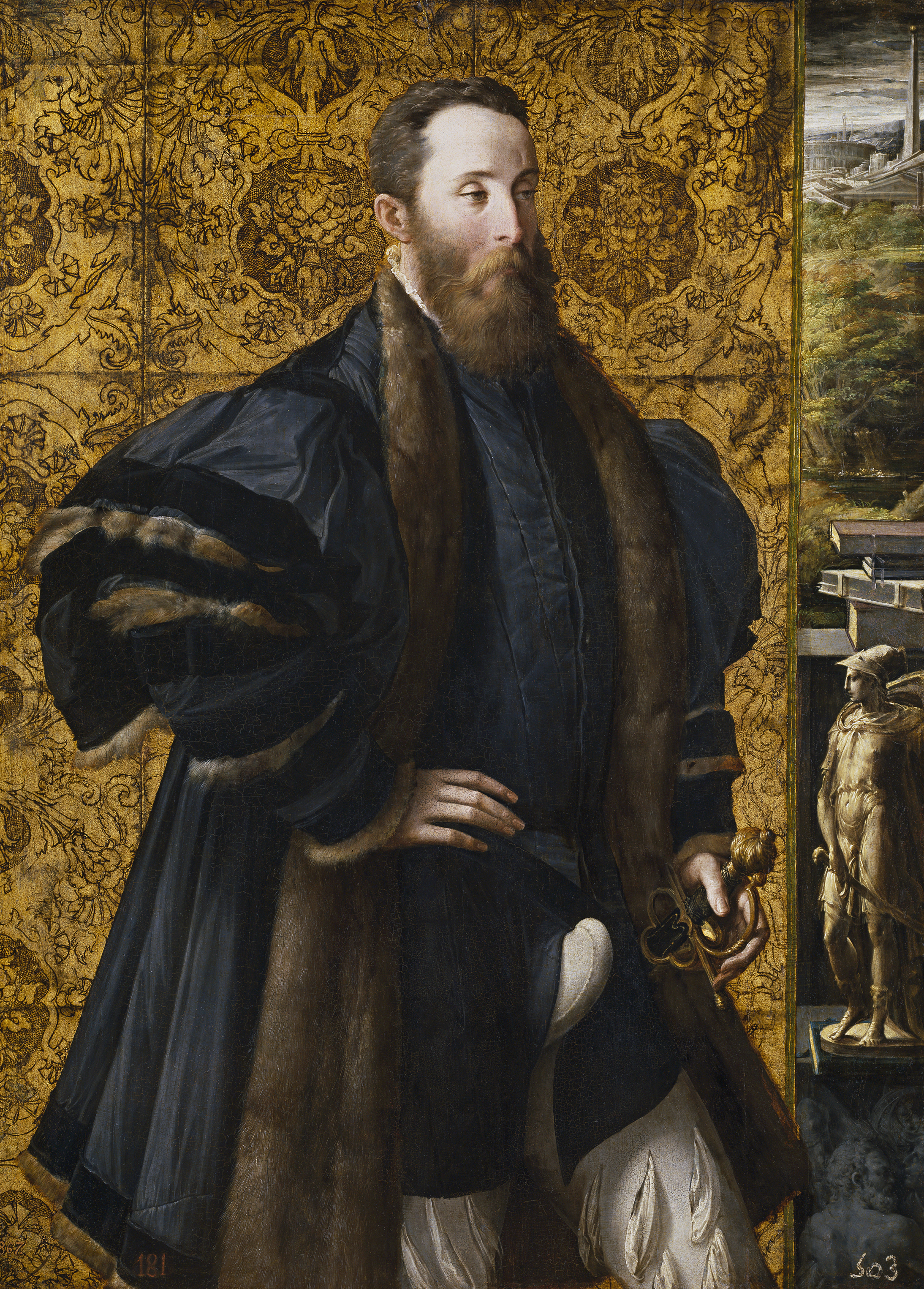
Retrato de Pietro Maria III.

Entre 1329 e 1331 o imperador Luís, o Bávaro ganhou o senhorio da cidade, colocando como seu vigário Marsilio Rossi. Em 1333 Rolando ocupou a posição, mas três anos depois foram novamente banidos. Enquanto isso, aumentavam seu patrimônio adquirindo ou conquistando Roccabianca, Rodolengo, Beduzzo, Roccalanzona, os castelos de Palmia, Felino e Sant'Andrea, além de todos os bens de Cabrino dal Borgo na cidade e diocese de Cremona, que incluíam diversos feudos, recebidos em herança. Em pouco tempo se tornaram uma das Casas mais poderosas da região, constituindo uma corte comital abrilhantada por artistas e literatos, com grande influência nos destinos do ducado, e em termos territoriais estava possivelmente em segundo lugar. Em seu crescimento, com apoio do duque e às vezes com apoio imperial, florentino e veneziano, tentaram se assenhorar de Parma inteira, destacando-se nesta etapa Pietro Maria I, conde de San Secondo, Berceto e Corniglio, chefe do ramo parmesão e conselheiro ducal, musicólogo e compositor, chamado "o Magnifico", que por breve período obteve o co-domínio da cidade. Pietro Maria II, seu filho, bravo nas artes militares, depôs o tirano Ottobuono Terzi e foi chamado de "Salvador da Pátria". Construiu um esplêndido castelo em Torrechiara para sua bela amante Bianca Pellegrini, além de ampliar o Castelo de San Secondo. Fundou várias igrejas, foi protegido de Gian Galeazzo Sforza, e pai de Bernardo, bispo de Cremona. Com a morte de Filippo Visconti em 1447, da casa ducal, os Rossi foram favorecidos com novas posses. Porém, há notícia de vários conflitos internos na família, com Pietro acabando por deserdar seus dois filhos legítimos.
A sorte da família mudava constantemente, e antes do fim do século XV foram despojados de 35 feudos. Iniciavam novas batalhas nas armas e nas cortes de justiça. No início do século XVI, Troilo I reconquistou muitos bens perdidos por recompensa de Luís XII da França, na época o senhor da região, pela ajuda na tomada de Milão, e foi feito marquês de San Secondo. Foi pai de Pietro Maria III, casado com a rica herdeira Camilla Gonzaga, de família muito influente. Pietro III lutou ao lado de Carlos V em várias batalhas e obteve o privilégio de libertar seus feudos da sujeição a Parma. Ofereceu seus serviços ao rei da França e foi feito general e cavaleiro de Saint-Michel. Correspondia-se com Aretino. Foi pai de Ippolito, celebrado cardeal.
Em 1631 novamente tiveram bens confiscados pelo duque Odoardo, que julgou um conflito familiar que durava um século, iniciando a decadência do ramo. No entanto, em 1653, pagando uma fortuna, foram reintegrados em algumas propriedades. Em 1695 a câmara ducal reconheceu um erro na sentença anterior e concedeu aos Rossi um palácio em Parma. Scipione adquiriu um palácio em Cremona em 1705, e ao mesmo tempo iniciou reformas no Castelo de Farfengo. No século seguinte o ramo entrou em outra crise em uma disputa sucessória. O palácio cremonense acabou sendo vendido, e logo depois tiveram outros bens confiscados pela duquesa Maria Luisa. Obtiveram como compensação parcial a Rocca de Vaini, mas o palácio em Parma foi herdado por outras famílias, e o grande arquivo familiar foi em boa parte disperso. Com a morte de Gian-Girolamo di Troilo Rossi em 1825, o 17º conde de San Secondo, a linhagem direta deste ramo se extinguiu por não haver descendentes.

## Outras regiões

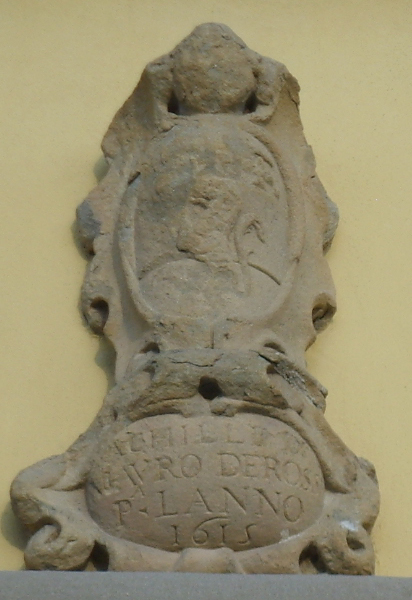
Brasão Rossi no Pretório de Fiesole.

São registrados Rossi em muitas outras cidades da Itália, mas suas origens não são sempre claras e é seguro que muitos desses grupos não são aparentados. Estavam em Assis desde o século XI, onde foram senhores de Rocchicciola. Em 1300 estavam em Bolonha com Pino, podestà, cidade onde Bartolomeo construiu um palácio no século XV, até hoje posse da família, tornando-se condes com Ludovico e hospedeiros de quatro papas. Seu filho, Gian Galeazzo, foi intelectual e mecenas de Torquato Tasso.  Em Vicenza foram nobres e se tornaram memoráveis com Bianca de' Rossi, a virtuosa esposa de Battista dalla Porta, que no início do século XIII foi raptada e violada por Ezzelino III de Romano, e suicidou-se por não suportar o ultraje. Mais tarde virou lenda e personagem literário. Em Trento foram nobres do Sacro Império e nobres locais, dando uma distinta linhagem de notários. Foram governadores e castelãos de Orvieto, patrícios em Roma, governadores do Estado Pontifício e governadores de Ascoli no século XVI.
Em Veneza pertenceram ao patriciado do Maggior Consiglio a partir de 1297, e descendentes dos Rossi de San Secondo deram sucessivamente membros para o patriciado veneziano, mas não é claro se todos os Rossi locais têm a mesma origem. O ramo di Rossi foi admitido em separado em 1423, excluído, e reintegrado em 1482. Ali em 1525 o editor Nicolò, dito Zoppino, publicou a primeira antologia de escritos luteranos na Itália, Giovanni escreveu Costumi e Leggi de’ Veneziani, fonte importante para o conhecimento da sociedade local, e outro Giovanni foi bispo. Pietro, notário, foi grande chanceler e conselheiro secreto no século XIV, Ferrante foi um dos comandantes das forças venezianas na batalha de Lucenico, em 1616, e Giovanni, conselheiro no século XVIII. Inúmeros foram os notários em Veneza. A nobreza dos Rossi venezianos foi reconfirmada no início do século XIX.
Os Rossi, considerando todos os grupos, parentes e não parentes, acumularam inúmeros títulos e vastas posses em diversas regiões da Itália. Foram nobres e/ou senhores também em Baccarati, Brescia, Briga Novarese, Caiazo, Callura, Caltavuturo, Camitrice, Campo, Cápua, Carmagnola, Carrara, Carre, Cartolaro, Casale, Casandola, Castrogiovanni, Cavallerleone, Cerami, Ceva, Chieri, Collesano, Como, Conzeria, Correggio, Corte, Cumiana, Cuneo, Difesa, Ferrara, Florença, Foligno, Foresta di Lignaria, Forno di Lemie, Fossano, Fragiovanni in Marsala, Ganno, Gassino, Graniti, Greggio,  Lariano, Legnano, Lemie, Ligúria, Mântua, Margone, Mendola, Militello, Miserendino, Mombello di Chieri, Montebore, Monteu da Po, Moretta, Nápoles, Nicchiara, Niella, Nixexa, Ovada, Pádua, Pardo, Petralixa, Pietrarossa e Fontana del Conte, Piozzo, Pisa, Piscopo, Prato, Rataglusu, Rovigo, Sanginesio, San Giorgio, San Michele, San Sebastiano Po, Santa Margherita, Santhià, Saponara, Schirone, Scordia Sottana, Settefarine, Sperlinga, Targia, Terruggia, Tonengo, Torricella, Trento, Turim, Udine, Usseglio, Vandorno, Verona, Vigliatore, Vignali, Troina e até na Hungria. Esta lista, apesar de tão extensa, é apenas parcial. Estabeleceram laços com muitas outras famílias distinguidas, como os Asmundo, Beccadelli, Branciforte, Del Carretto, Chiaramonte, Sanvitale, Filangeri, Gaetani, Geremia, Gravina, Grimaldi, Landolina, De Luna, Malaspina, Medici, Moncada, Paternò, Pignatelli, Rucellai, Gonzaga, Ruggieri, Santacolomba, Spatafora e Valguarnera.

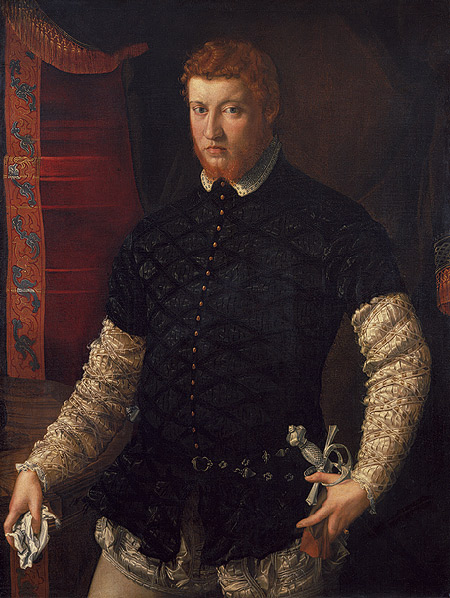
Retrato de um cavalheiro, por Francesco de Rossi.

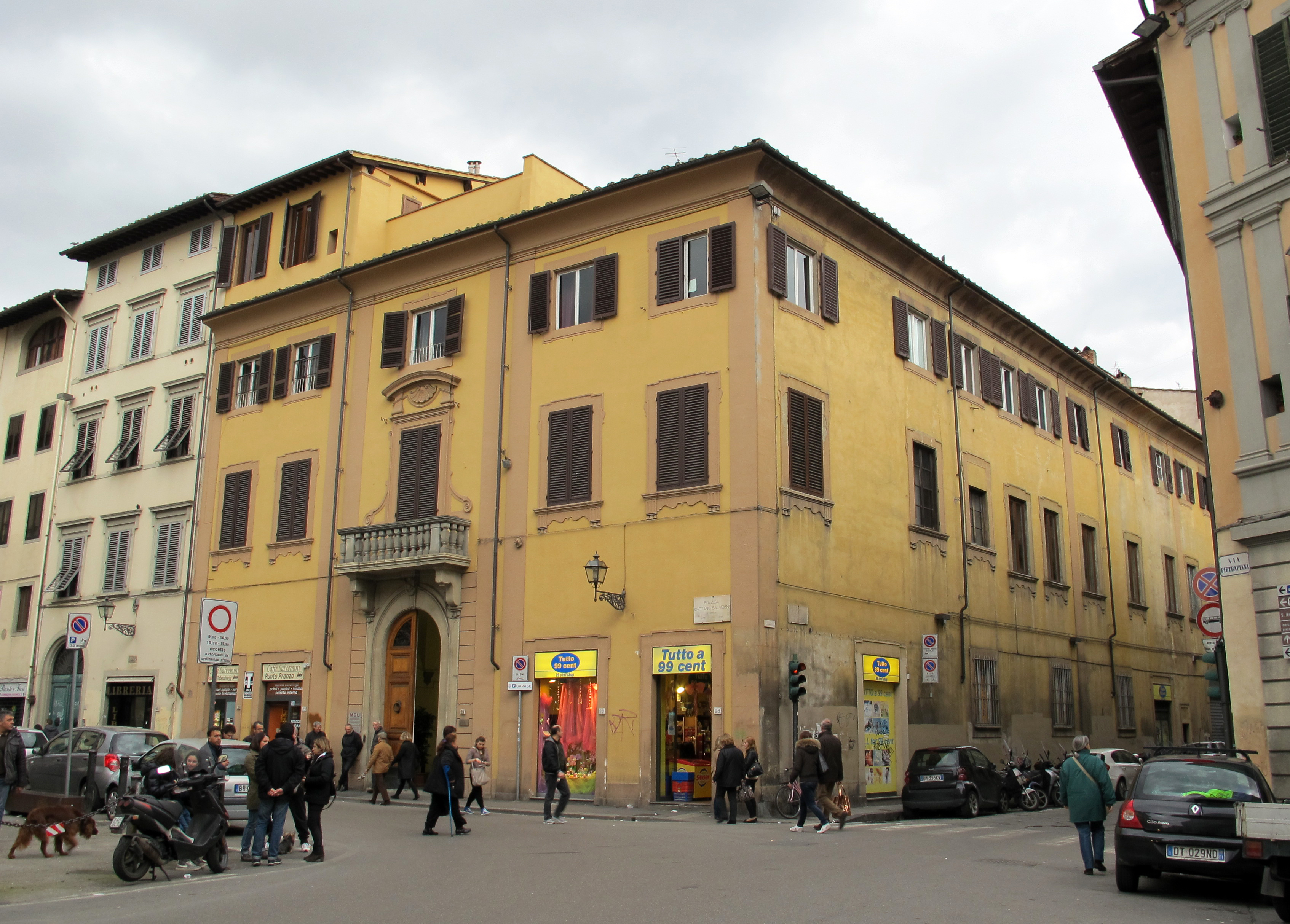
Palazzo Bartolommei-De Rossi, em Florença.

Também produziram artistas, políticos, cientistas, literatos, altos eclesiásticos e outras personalidades em várias áreas, a exemplo de Pietro, comissário e colateral-geral da milícia dos Estados Pontifícios em 1555; Galeazzo, bispo de Assis; Bernardo, bispo de Treviso e governador de Roma na época do saque da cidade; Andrea, Agostino, Leandro e Filadelfo, importantes juristas; Tommaso, comissário apostólico e senador hereditário em Roma; Francesco, juiz da corte em Palermo, conde de Modica, inscrito no patriciado da Catania e autor de uma obra importante sobre direito feudal; Bastian foi membro da Accademia della Crusca; Cristoforo foi prior de Santa Cecilia em Acquasparta; Emanuele, literato e parlamentar, conselheiro de Estado; Giovanni, cônego da catedral de Catania. Girolamo, beato, biógrafo de Savonarolla, do beato Angelico e de Giovanni de Medici; Giovan Girolamo, humanista, antiquário, poeta e historiador, bispo de Pavia, secretário e agente de Paulo III, correspondente de Benvenuto Cellini e governador de Roma; e Ippolito, bispo de Pavia e cardeal, que participou do Concílio de Trento. Hieronimo, Francesco, Giambattista e Girolamo foram pintores. Ottavio, arqueólogo, historiador, ilustrador, poeta, humanista e da Accademia degli Erranti. Giuseppe Bonaventura, filósofo, jurista e tratadista, foi mestre da rainha Cristina da Suécia, chamado pelo abade Colucci de "um dos mais floridos engenhos do século". Giulio foi humanista em Viterbo. Domenico tinha uma grande editora no século XVIII, e o famoso Codex Rossi, importante fonte de música medieval, foi batizado a partir do antiquário que o possuiu. Também foi grande a quantidade de padres que o sobrenome produziu. Somente na diocese de Trento são assinalados mais de noventa desde a sua fundação.

## História recente
Andrea, magistrado e cidadão benemérito, foi deputado ao parlamento siciliano em 1814, muitas vezes conselheiro provincial. Pellegrino, jurista, economista, figura importante na Monarquia de Julho na França e primeiro-ministro dos Estados Pontifícios sob Pio IX. Vittorio foi respeitado historiador, celebrado em uma Festschrift e outras publicações laudatórias em seu casamento com Pia Teiss. No século XIX os Rossi foram considerados pelo Annuario della Nobiltà Italiana como uma das mais ilustres famílias históricas italianas ainda florescentes.
Vários de seus castelos e villas ainda sobrevivem, como a Villa Rossi-Martini em Genova, o Palazzo Scotti-Rossi em Perugia, e a grandiosa Villa e Parque Histórico Rossi de Vicenza, alguns ainda em posse da família, como a Villa Foscarini-Rossi em Veneza, a Villa Rossi em Lucca, a Villa Rossi-Mattei em Arezzo, e o Palazzo Rossi em Bologna. Em Canossa somente, região de Parma, há três palácios Rossi. Muitos outros Rossi se tornaram célebres na contemporaneidade, como o padre Marcelo Rossi, no Brasil, Fulvio Rossi, secretário-geral do Partido Socialista e senador no Chile, e Ugo Rossi, presidente da Província Autônoma de Trento.

### Brasões
Há uma variante de brasões na heráldica, conforme a região de origem e a cor vermelha amaranto como predominante.

### Variações
De Rossi, Di Rosso, Russo, Di Russo, De Russo, Russa, La Russa, Lorusso, Russi, Ruggiu, Ruju, Rosso, Rossa, Del Rosso, De Rossi, Del Rossi, De Russi, Lo Russo, Larussa, Rosselli, Rossello, Rosselini, Ruggiu, Ruiu, Rubiu, Rossillo, Rossetto, Rossit, Rossini, Rossitti, Rossitto, Rossotto, Russotti, Russello, Russetti, Russino, Russiani, Rossoni, Rossetti, Roussini, Rosselino, Rossato, Della Rossa, DeRossi, De Rubeis, Rosse entre outros.

### Difusão
Diz-se ser um dos sobrenomes mais comuns na Itália, mais comum no Norte do que no Sul – onde há uma maior predominação da variação “Russo”. Há famílias nobres com este sobrenome na maior parte da península italiana. Devido à emigração italiana, também é muito comum em outros países, como: os Estados Unidos, Brasil, Argentina, Uruguai, Chile e França.